# Quinault
|  | Per a altres significats, vegeu «Philippe Quinault». |

Els quinault són una tribu ameríndia que parlen una llengua salish i que manté lligams amb les tribus hoh, chehalis, chinook, cowlitz, queets, i quileute.
Vivien a Mount Olympic i Coast Range (Washington), però des del 1856 han estat allotjats a la reserva de 189.621 acres a Taholah (Grays Harbor, Washington). Eren uns 1.500 el segle xviii, però reduïts a 290 el 1910; el 1960 eren 1.293 individus, que augmentaren a 2.300 el 1990, però només eren 10 parlants. Segons el cens dels EUA del 2000, hi havia enregistrats 3.156 individus. Llurs trets culturals són semblants als de les altres tribus de la cultura del Nord-oest (haida, nootka, kwakiutl) i a les tribus salish de Puget Sound.

## Història
El primer contacte amb els blancs a la zona de Puget Sound es produí el 1774, amb exploradors espanyols i russos, el 1788 foren visitats per James Cook i el 1805 per Lewis i Clark. El 1856 van signar el Tractat de Quinault River, pel qual foren internats en la seva actual reserva. El 1873 aconseguiren que la seva reserva es lliurés de l’Allotment Act, però des del 1880 patiren la proletarització en ser contractats com a recollidors de flors. Molts s'uniren a l'Indian Shaker Church. El 1916 es creà la North West Federation of American Indians, pel quinault Thomas G. Bishop, que agrupava 40 tribus per aconseguir les reserves promeses. El 1921 organitzaren una protesta contra l'incompliment del Tractat de Point Elliot, i reclamaren 150.000 $.
El 12 de gener del 1925 les tribus del Puget Sound van obtenir una llei per compensar-los del govern federal per l'incompliment dels tractats. El 9 de febrer del 1954 es constituí l’Inter Tribal Council of West Washington, format per deu tribus (tulalip, skokomish, snohomish, snoqualmie, quinault, makah, samish, lummi i swinomish), presidit per Wilfred Steve. En el cas State vs. Satiakum (1957) s'afirma que el Tractat de Medicine Creek era llei suprema en terres i drets de pesca dels indis. Les mobilitzacions foren dirigides pels caps quinault Joe Delacruz i James Jackson.